# Báródbeznye

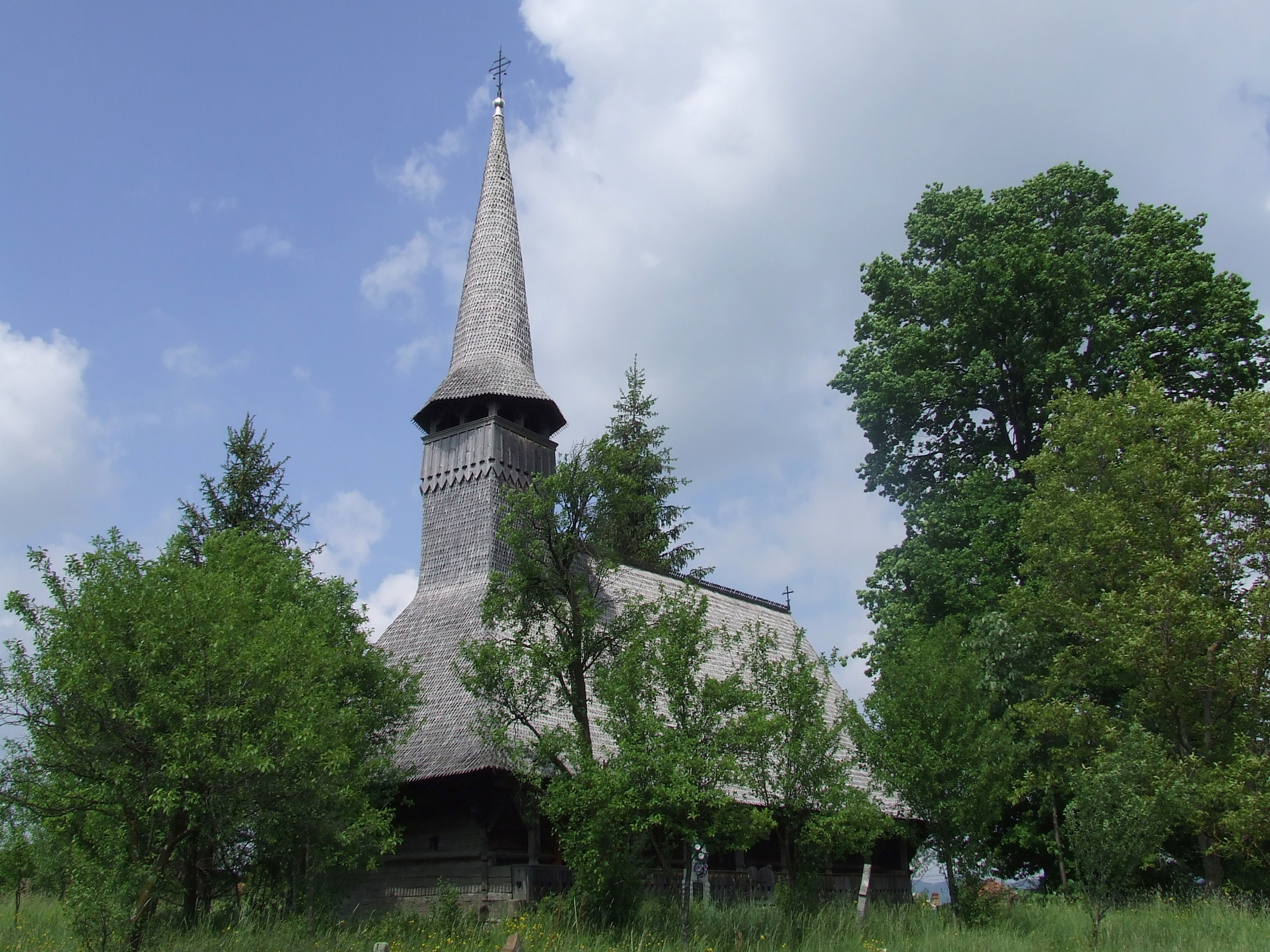
A báródbeznyei ortodox fatemplom

Báródbeznye, 1910-ig Beznye (románul: Beznea, 1960-tól 1996-ig Delureni, németül: Bernau) falu Romániában, Bihar megyében.

## Fekvése
A Király-hágótól hat km-re nyugatra, a Kolozsvár–Nagyvárad főúttól két és fél km-re délre található.

## Története
1406-ban négy részből, Alsó-, Felső-, Pap- és Domokosbeznyéből állt. A sólyomkői uradalomhoz tartozott.
1532 után román kisnemesi falu, a Báródsági kerület része volt. A 17. század végén elnéptelenedett, majd újratelepült.
1806-ban 142 nemesi családját írták össze. Ezek közül 57 a Caba, 46 pedig a Cacuci (Kakutsi) családnevet viselte.

## Népessége
- 1900-ban 1683 lakosából 1654 volt román és 25 magyar anyanyelvű; 1370 ortodox, 288 görögkatolikus és 19 zsidó vallású.
- 2002-ben 1403 lakosából 1314 volt román és 87 cigány nemzetiségű; 1038 ortodox, 150 baptista, 113 görögkatolikus és 100 pünkösdista vallású.

## Látnivalók
- Ortodox fatemploma 1723-ban épült.

## Híres szülöttei
- A helyi tanító fiaként született 1827-ben Pavel Popa (Papp, Papp de Popa, Pop de Popa) tábornok. Mint gimnazista lépett be 1848-ban az 55. honvéd gyalogzászlóaljba. Nagyszeben első ostromakor kapott alhadnagyi rangot. A Kossuth-emigráció tagjaként előbb a török hadseregben, majd Garibaldi hadseregében szolgált tisztként. 1872-ben, még mindig Itáliában feleségül vette Paolina Mazzuchelli hercegnőt. Magyarországra való hazaköltözése után, 1895-ben kapott tábornoki rangot.[2]